# احمد العلوانی
احمد العلوانی (عربی: أحمد العلواني؛ زاده ۱۹۸۱) یک بازیکن فوتبال اهل لیبی است. 